# Kulltjärnen (Laxsjö socken, Jämtland)
Kulltjärnen är en sjö i Krokoms kommun i Jämtland och ingår i Indalsälvens huvudavrinningsområde. Kulltjärnen ligger i Kullflon-Nyflon Natura 2000-område.